# Mordechaj Ardon

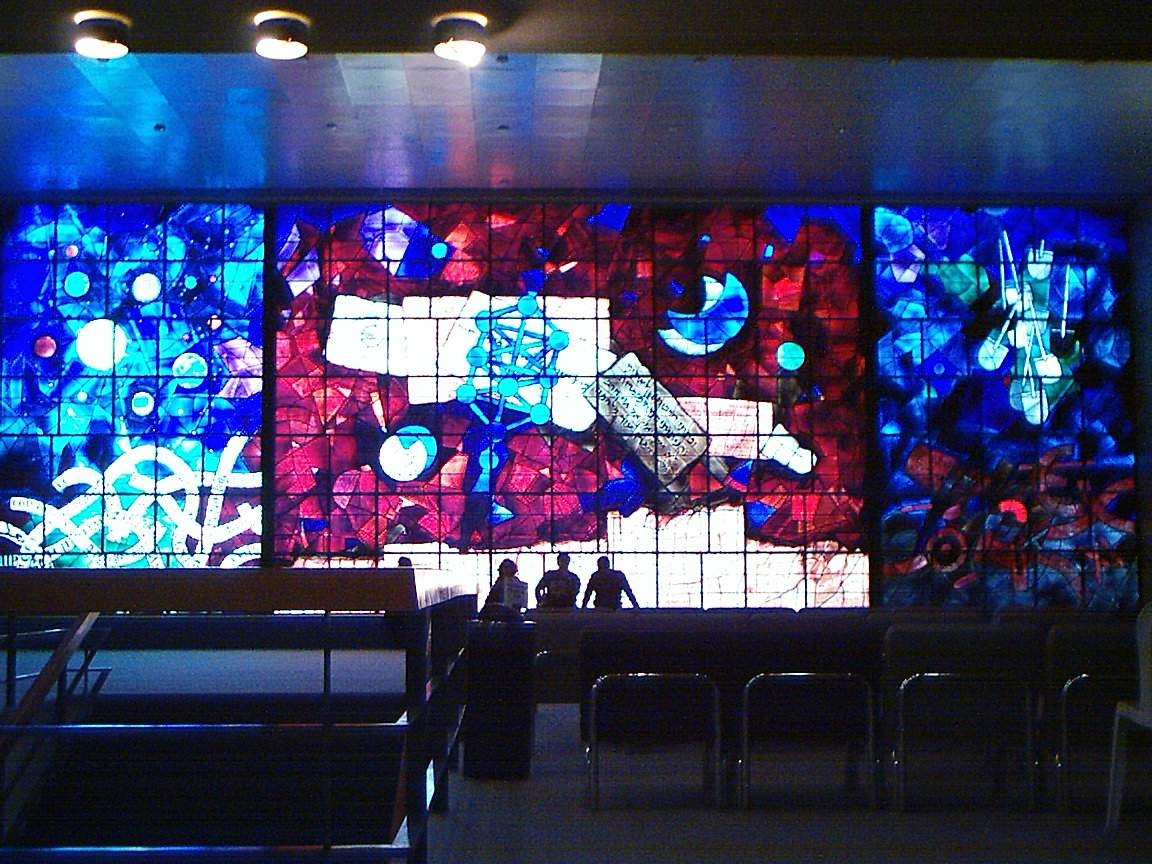
Okna Ardona

Mordechaj Ardon, pierwotnie Maks Bronstein (hebr. ‏מרדכי ארדון‎, ur. 13 lipca 1896 w Tuchowie, zm. 18 czerwca 1992) – izraelski artysta i malarz pochodzący z  Polski.
W 1933 wyemigrował do Palestyny. Jego najbardziej znanym dziełem są tzw. Okna Ardona, będące wielkimi witrażami, których elementy wzorowane są na motywach z Kabały. Obecnie znajdują się w Narodowej Bibliotece Izraela w Jerozolimie.